# 1771年殖民統治者名單
本列表列出1771年的殖民地，保护国和属地的殖民統治者。

## 大不列颠
- 格鲁吉亚 – 詹姆斯·赖特，格鲁吉亚总督(1760-1776)
- 直布罗陀 – 爱德华·康沃利斯， 直布罗陀总督 (1761-1776)
- 新泽西州 – 威廉·富兰克林,新泽西州州长(1763-1776)

## 葡萄牙
- 安哥拉 – 弗朗西斯科·伊諾森西奧·德索薩·科蒂尼奧,安哥拉省长(1764-1772)
- 澳门–
  1. 羅德里戈·德卡斯特羅, 澳门总督 (1770-1771)
  2. 迪奧戈·費爾南德斯薩萊馬和薩爾達尼亞,澳门总督(1771-1777)

## 西班牙
- 新西班牙 – 
  1. 卡洛斯·弗朗西斯科·若熱,新西班牙总督 (1766-1771)
  2. 安東尼奧·馬利亞·德·布卡雷利·尤爾蘇,新西班牙总督(1771-1779)